# Big Momma's House 2
Big Momma's House 2 is een Amerikaanse komediefilm uit 2006, geregisseerd door John Whitesell. Het is het vervolg op Big Momma's House uit 2000. De hoofdrol wordt vertolkt door Martin Lawrence.

## Verhaal
Na zijn avontuur in Big Momma's House 1 is Malcolm Turner gehuwd met Sherry die nu zwanger is en heeft hij gekozen voor een bureaujob bij de FBI. Als zijn vroegere partner om het leven komt tijdens een undercoveroperatie gaat hij buiten medeweten van de FBI of Sherri zelf op onderzoek. Hij verkleedt zich opnieuw als Big Momma en neemt een baan als kinderoppas aan bij het gezin van de man die onderwerp is van het FBI-onderzoek.
Big Momma wordt een belangrijk persoon in het leven van diens drie kinderen: de rebelse tiener Molly, cheerleader Carrie en de stilzwijgende Andrew. Turner ontdekt dat vader Tom het computervirus waarmee bij de FBI kan worden ingebroken enkel ontwikkelde omdat anderen zijn gezin bedreigden. Die anderen ontvoeren Molly maar Big Momma kan haar bevrijden en haar vader vrijpleiten.

## Rolbezetting
| Acteur                       | Personage            | Opmerkingen                   |
| ---------------------------- | -------------------- | ----------------------------- |
| Martin Lawrence              | Malcolm Turner       | Hattie Mae Pierce (Big Momma) |
| Nia Long                     | Sherri Pierce Turner | Malcolms vrouw                |
| Emily Procter                | Leah Fuller          |                               |
| Zachary Levi                 | Kevin                |                               |
| Mark Moses                   | Tom Fuller           |                               |
| Kat Dennings                 | Molly Fuller         | oudste dochter                |
| Chloë Grace Moretz           | Carrie Fuller        | jongste dochter               |
| Preston Shores Trevor Shores | Andrew Fuller        | zoontje                       |
| Josh Flitter                 | Stewart              |                               |
| Marisol Nichols              | Liliana Morales      |                               |
| Dan Lauria                   | Crawford             |                               |
| Jascha Washington            | Trent                | Malcolms stiefzoon            |
| Sarah Brown                  | Constance            |                               |

## Prijzen en nominaties
- BMI Filmmuziekprijzen 2006: Winnaar avondvullende film voor George Clinton.
- Kid's Choice Awards 2007: Nominatie favoriete film.
- Razzie awards 2007: Nominatie slechtste voorganger of opvolger.
- Jonge Artiestenprijzen 2007: Nominatie beste prestatie in een avondvullende film
  - Ondersteunende jonge acteur voor Josh Flitter.
  - Jonge actrice van tien jaar of jonger voor Chloë Grace Moretz.

## Vervolg
Begin 2009 werd bevestigd dat er een derde Big Momma zou komen in 2012. Martin Lawrence zou opnieuw in de huid kruipen van Big Momma. Begin 2010 werd bevestigd dat John Whitesell na Big Momma's House 2 ook deze film zou regisseren.
Verder werd in februari bekendgemaakt dat de film Big Mommas: Like Father, Like Son zou gaan heten. Ook Brandon T. Jackson zou de hoofdrol gaan spelen. In dit deel gaat Malcolm als undercoveragent in kunstschool in zijn vermomming als Big Momma, om onderzoek gaan in die kunstschool waar alleen vrouwen zijn toegelaten. Er wordt sinds april 2010 gefilmd en eind augustus wordt de film afgewerkt. Op 18 februari 2011 komt de film in de zalen.